# Craveggia
Craveggia est une commune de la province du Verbano-Cusio-Ossola dans le Piémont en Italie. 

## Géographie
Craveggia est située dans le Val Vigezzo, une des vallées de l’Ossola. Le Val Vigezzo est une petite vallée de moyenne montagne comprise entre Domodossola, côté italien, et Locarno, côté suisse. Elle fait partie des localités limitrophes du parc naturel du Val Grande.

## Personnalités
- La famille Mellerio est originaire de Craveggia. Ces joailliers des rois de France y ont prétendument rapporté le drap mortuaire de Louis XIV et une chasuble faite avec une robe de Marie-Antoinette d'Autriche qui font désormais partie du trésor de l'église de Craveggia[2].
- Giuseppe Mattia Borgnis (1701-1764), peintre, est né à Craveggia.

## Administration
| Période                                  | Période  | Identité        | Étiquette | Qualité |
| ---------------------------------------- | -------- | --------------- | --------- | ------- |
| 14 juin 2004                             | En cours | Angelo Arrigoni |           |         |
| Les données manquantes sont à compléter. |          |                 |           |         |

### Hameaux
Vocogno, Prestinone

### Communes limitrophes
Malesco, Re, Santa Maria Maggiore, Toceno, Villette